# 坡寮
坡寮，原寫為坡藔，是臺灣桃園市觀音區的一個傳統地域名稱，位於該區中部偏西南。相較於今日行政區，其範圍大致包括金湖里北大半部、坑尾里北部、廣興里東南端及南側凹入部分西側。

## 歷史
台灣清治末期至日治初期，坡寮地區為一街庄，稱為「坡藔庄」，隸屬於竹北二堡。該庄西北及北與白沙墩庄為鄰，東隔大堀溪與新坡庄、下大堀庄為界，南邊為下青埔庄，西邊為坑尾庄。
1901年（日治明治三十四年）11月，全台廢縣廳改設二十廳，該庄隸屬於桃仔園廳。1903年（明治三十六年），改名桃園廳。1909年（明治四十二年）10月，合併二十廳為十二廳，該庄隸屬不變。1920年（大正九年），廢十二廳改設五州二廳，該庄改制並雅化為「坡寮」大字，隸屬於新竹州中壢郡觀音庄，大字下有「水尾子」、「坡寮」、「後湖」小字名。
戰後觀音庄改制為觀音鄉，隸屬於新竹縣，大字亦改制為村。1950年桃、竹、苗分治，觀音鄉改隸屬於桃園縣。2014年12月，桃園縣升格為直轄桃園市，觀音鄉改制為觀音區，村亦改制為里。

## 聚落
本地區發展較早的聚落有水尾子、坡寮、後湖等，在日治期初期的官方地圖上已有記載。此外，本地區尚有公館、上大坡腳、下大坡腳、小億、金湖等聚落。

## 交通
省道台15線（大觀路四段）是關渡至香山的傳統北台灣西部海岸平面幹道，大致以東北東—西南西走向轉北北東—南南西走向經過坡寮地區西北部凸出部分。由該道路向東北東可前往大園、坑子口、大南灣、八里等地，向西南西可前往觀音市區、崁頭厝、紅毛港、坑子口樹林子（坑子口地區北部）、貓兒錠、舊港等地，其中坑子口樹林子至貓兒錠南端鳳山溪橋路段與省道台61線（西部濱海快速公路）共線。
市道112號（中山路一段）是觀音至大溪崎頂的道路，大致以北北西—南南東走向轉西北—東南走向經過本地區東北部。由該道路向北北西可前往觀音、潭尾並止於省道台15線路口，向東南可前往中壢、八德、大溪崎頂並止於省道台3線路口。該道路與省道台15線交會於本地區西北部邊界地帶。
區道桃99線（金華路）是金湖至下青埔的道路，其北側端點位於本地區東部市道112號路口。由此向南南西蜿蜒而行，出境後轉南可前往下青埔並止於區道桃84線路口。
區道桃87線（金橋路育仁段）是金湖至後湖的道路，其北側端點位於本地區東北部金湖聚落的市道112號路口。由此向西南蜿蜒而行，出境後可前往新興、石磊子、後湖並止於區道桃89線路口。

## 學校
- 育仁國小（小部分）